# Guanambi Atlético Clube
O Guanambi Atlético Clube é um clube brasileiro de futebol, da cidade de Guanambi, no estado da Bahia. Suas cores são o azul, vermelho e branco.
O Guanambi manda seus jogos no Municipal Dois de Julho com capacidade máxima para 5.000 espectadores.

## História
Fundado em 8 de fevereiro de 1983. O clube disputou o Campeonato Baiano da 2.ª Divisão do ano de 2004 até 2011. Por duas vezes chegou a final, sendo que as duas tornou-se vice-campeão, uma em 2004, após perder o título para o Ipitanga e a outra em 2008, quando perdeu para o Madre de Deus. No antigo formato do Campeonato Baiano da 2.ª Divisão apenas o campeão assegurava vaga para a elite do futebol baiano. O clube iria disputar o Campeonato Baiano da 2.ª Divisão de 2012, porém foi excluído antes de começar a competição por não inscrever os atletas para a primeira rodada do torneio.
Após isso o clube nunca mais voltou as atividades e hoje em dia Se encontra Licenciado.

## Títulos

### Estaduais
- Vice-Campeonato Baiano 2.ª Divisão: 2004 e 2008.